# IC 1730
IC 1730 ist eine linsenförmige Galaxie vom Hubble-Typ S0 im Sternbild Widder am Nordsternhimmel. Sie ist schätzungsweise 137 Millionen Lichtjahre von der Milchstraße entfernt und hat einen Durchmesser von etwa 30.000 Lj.

Im selben Himmelsareal befinden sich u. a. die Galaxien NGC 678, NGC 680, NGC 694, IC 167.
Das Objekt wurde am 17. Januar 1896 vom französischen Astronomen Stéphane Javelle entdeckt.